# Lithophane longior
Lithophane longior là một loài bướm đêm trong họ Noctuidae.